# Olympische Sommerspiele 2012/Teilnehmer (Brunei)
| Gelbes Symbol für Goldmedaillen mit stilisierten Olympischen Ringen | Graues Symbol für Silbermedaillen mit stilisierten Olympischen Ringen | Braundes Symbol für Bronzemedaillen mit stilisierten Olympischen Ringen |
| ------------------------------------------------------------------- | --------------------------------------------------------------------- | ----------------------------------------------------------------------- |
| —                                                                   | —                                                                     | —                                                                       |

Brunei nahm in London an den Olympischen Spielen 2012 teil. Es war die insgesamt vierte Teilnahme an Olympischen Sommerspielen. Das Brunei Darussalam National Olympic Council nominierte drei Athleten in zwei Sportarten.
Fahnenträgerin bei der Eröffnungsfeier war die Leichtathletin Maziah Mahusin.

## Teilnehmer nach Sportarten

### Leichtathletik
| Athleten                 | Wettbewerb | Vorlauf | Vorlauf | Halbfinale    | Halbfinale    | Finale        | Finale        | Rang |
| Athleten                 | Wettbewerb | Zeit    | Rang    | Zeit          | Rang          | Zeit          | Rang          | Rang |
| ------------------------ | ---------- | ------- | ------- | ------------- | ------------- | ------------- | ------------- | ---- |
| Frauen                   |            |         |         |               |               |               |               |      |
| Maziah Mahusin           | 400 m      | 59,28 s | 41      | ausgeschieden | ausgeschieden | ausgeschieden | ausgeschieden | 41   |
| Männer                   |            |         |         |               |               |               |               |      |
| Ak Hafiy Tajuddin Rositi | 400 m      | 48,67 s | 45      | ausgeschieden | ausgeschieden | ausgeschieden | ausgeschieden | 45   |

### Schwimmen
| Athleten     | Wettbewerb     | Vorlauf     | Vorlauf | Halbfinale    | Halbfinale    | Finale        | Finale        | Rang |
| Athleten     | Wettbewerb     | Zeit        | Rang    | Zeit          | Rang          | Zeit          | Rang          | Rang |
| ------------ | -------------- | ----------- | ------- | ------------- | ------------- | ------------- | ------------- | ---- |
| Männer       |                |             |         |               |               |               |               |      |
| Anderson Lim | 200 m Freistil | 2:02,26 min | 40      | ausgeschieden | ausgeschieden | ausgeschieden | ausgeschieden | 40   |